# Esaias van de Velde
Esaias van de Velde, född 1587 i Amsterdam, död 1630 i Haag, var en nederländsk konstnär.
Van de Velde var 1610-18 bosatt i Haarlem, därefter i Haag. Han antas ha studerat för Gillis van Coninxloo och David Vinckboons. Han förde genre- och stridscener, men blev främst pionjär inom landskapskonsten och påverkade redan under sin Haarlemtid bland andra Salomon van Ruysdael, Jan van Goyen och Pieter de Molyn. de Velde är representerad vid bland annat Göteborgs konstmuseum.